# La Emilia

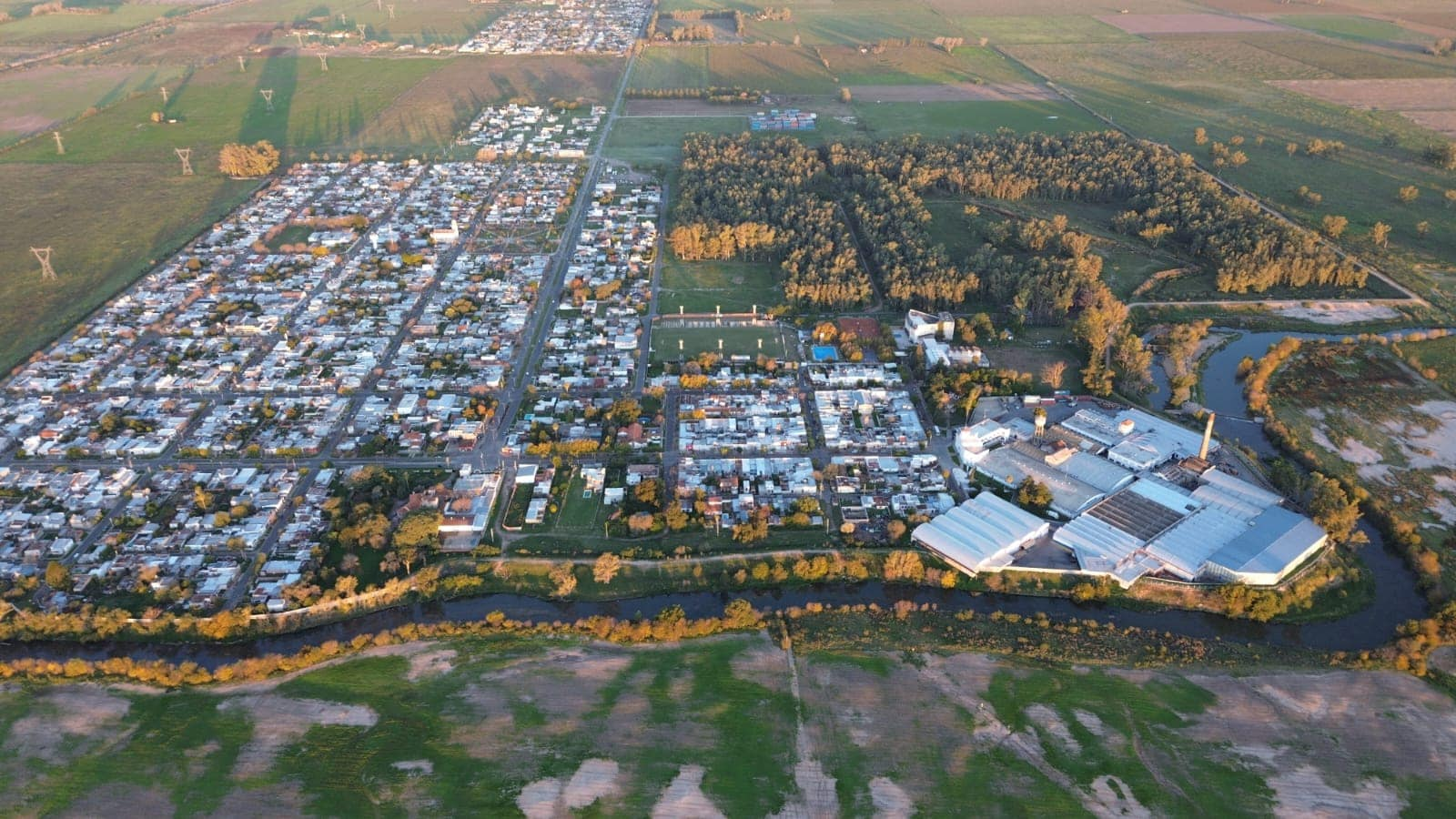
Imagen desde un dron propiedad de Adrián García vecino de La Emilia que cedió la misma para mostrar la localidad y su expansión.

La Emilia es una localidad perteneciente al partido de San Nicolás, en el extremo norte del Interior de la provincia de Buenos Aires (Argentina). Se encuentra a orillas del Arroyo del Medio, en el límite con la provincia de Santa Fe.
Es una localidad que surgió gracias a la Fábrica Textil de La Emilia, fundada el 2 de octubre de 1892, por lo cual toma esta fecha como la de su fundación. El establecimiento fue creado por Emilia Benito, Leodegario y Quintín Córdova. Se establecieron a orillas del Arroyo del Medio, en las ruinas de un viejo molino harinero propiedad de Bartolomé Sívori, dónde el 2 de octubre de 1892 aprovechando un salto de agua del Arroyo del Medio, pusieron en marcha unas rudimentarias máquinas textiles produciendo, boinas, fajas y mantas.
El camino que la unía con la vecina localidad de San Nicolás, era uno de tierra que pasaba frente a la Fábrica de Papel de Ferruccio Cassatti, que se incendia en 1920. Posteriormente en 1944, la fábrica de La Emilia construyó un camino pavimentado en dirección a San Nicolás pero cruzando la zona de quintas, dando así nacimiento a los barrios de Villa Campi, Villa Riccio y Villa Canto. En la actualidad esta ruta es provincial y su mantenimiento corresponde a Vialidad Provincial. 
Alrededor del establecimiento textil, comenzaron a construir viviendas para los obreros, de manera tal que estos no tuvieran que recorrer largos kilómetros de distancia con la ciudad de San Nicolás, por caminos de tierra casi intransitables. De esta manera fue surgiendo un ejido poblacional, en tierra de la familia Córdova, que con el tiempo, va vendiendo lotes a sus obreros, los cuales comienzan a construir sus viviendas en inmediaciones a la propiedad privada de la familia Córdova.
Como consecuencia de la 1.ª Guerra Mundial, la fábrica de La Emilia conoció una etapa de expansión sin igual, la que condujo a exportaciones de telas e hilados de reconocida calidad.

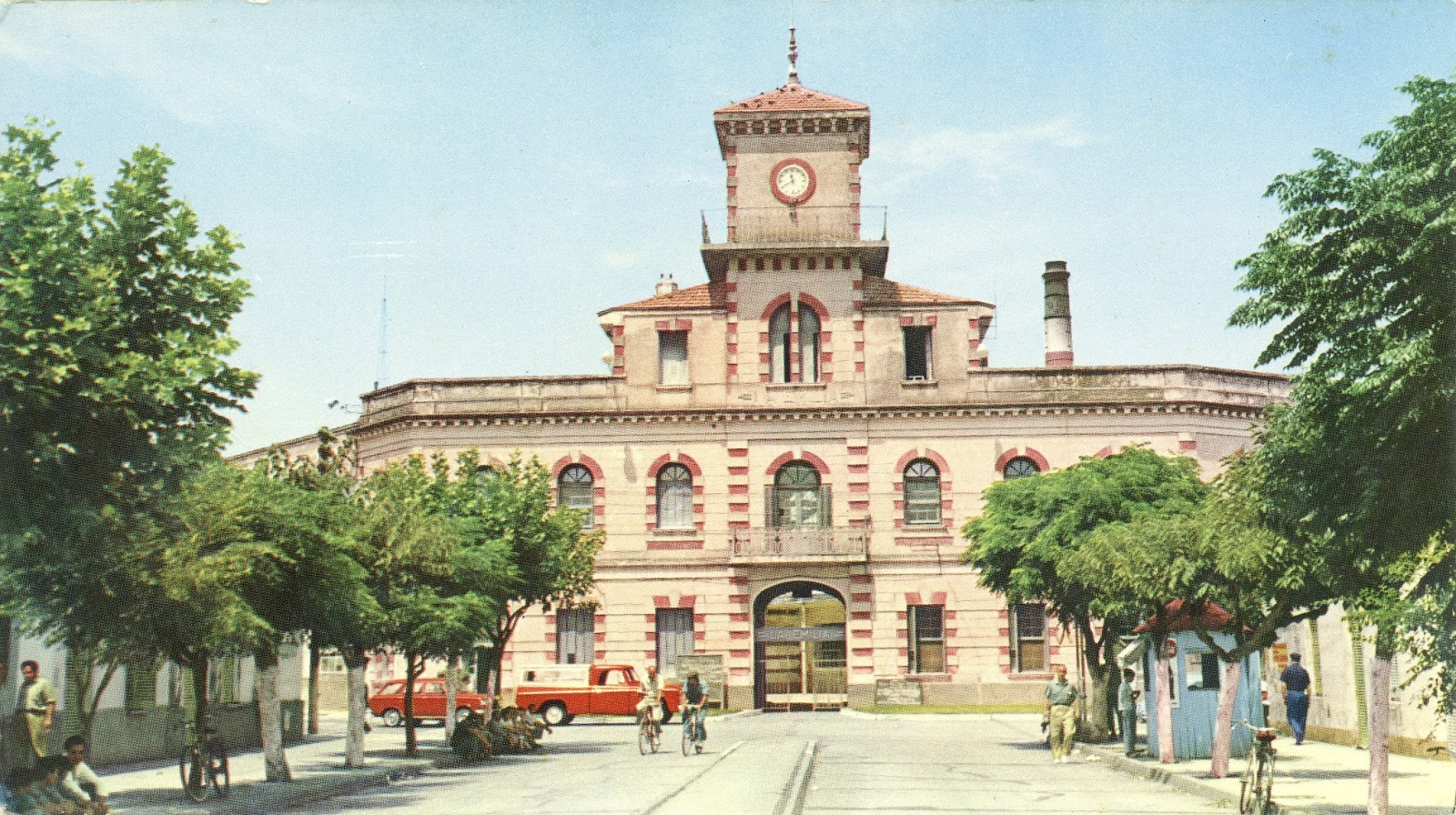
Fábrica Textil de La Emilia antes de la inundación de 1966

El pueblo fue naciendo y la fábrica se hizo famosa en el país y en el mundo por sus telas. En 1942 el establecimiento y localidad cumplieron 50 años e inauguraron una importante Obra Social (campos de deportes , fútbol, canchas de tenis, bowling, gimnasio cerrado con piso de parquet, cancha de pelota a paleta, etc, que actualmente es el Club Social y Deportivo La Emilia). En 1946, se inauguró el edificio del Cine Teatro La Emilia, con una capacidad para 1.400 espectadores (el pueblo contaba en aquel momento con 3.000 habitantes). En 1955 en la localidad funcionó el primer circuito automovilístico del Partido de San Nicolás siendo visitado por importantes figuras de este deporte. 
Tuvo un importante plantel de básquet que salió campeón provincial en 1976.
La localidad sufrió constantes inundaciones que fueron dañando las instalaciones fabriles, sumiendo en la bancarrota a la fábrica, que convoca a acreedores en 1981 y es rematada públicamente en 1985.
En la actualidad, la localidad ha prosperado sufriendo la última inundación en enero del 2017. La Fábrica Textil es ahora propiedad de Motomel S.A.

## Geografía

### Población
Cuenta con 5325 habitantes (Indec, 2010), lo que representa un descenso del 1,7 % frente a los 5421 habitantes (Indec, 2001) del censo anterior. Comprende un aglomerado junto a las localidades de Villa Riccio, Villa Canto, Villa Campi y el recientemente (2018-2019) relocalizado barrio de Villa Hermosa.
| Gráfica de evolución demográfica de La Emilia entre 1960 y 2010 |
|                                                                 |
| Fuentes: INDEC                                                  |

## Instituciones e infraestructura
La Emilia ―declarada «ciudad» por la ley 11038 (de 1991)―, cuenta con dos escuelas públicas primarias (Escuela Primaria N° 18 "Leodegario Córdova", EP N° 32 de Villa Riccio, dos escuelas públicas secundarias (EES N° 8 La Emilia y EET 5 "José Bocanera"), un Club Social y Deportivo (La Emilia) y un Club recreativo (Club 1.º de Mayo), una Delegación Municipal, un centro asistencial o dispensario municipal, una sala velatoria comunitaria, un estadio deportivo, tres plazas públicas, tres cooperativas (Cooperativa Obrera de Consumo Ltda., Cooperativa de Provisión de Agua Potable y otros Servicios Públicos, y Cooperativa de Provisión de Agua Potable CamRiCa (siglas de los tres barrios emilianos, Villa Campi, Villa Riccio y Villa Canto").
El pueblo de La Emilia y sus barrios alejados a varios kilómetros de la ciudad cabecera del Partido (San Nicolás)  y se encuentra unida con la misma por la Ruta Provincial RP098-01 adoptando en el ejido urbano local el nombre de Avda Leodegario Córdova.  La localidad mantuvo siempre una característica propia con calles de tierras y pocos comercios pero a partir del 2011, se produjo un importante salto en la calidad de vida de la población ya que se asfaltaron todas las calles de la localidad incluida la de sus barrios (Villa Campi, Villa Riccio y Villa Canto). Posee actualmente una avenida central de dos manos con un cantero en el medio y se extiende la iluminación LED por varias de sus arterias algunas de las cuales ya cuentan con cámaras de seguridad.
Por su parte, el barrio más golpeado por la inundación del 2017, Villa Hermosa o también conocido como "La Papelera", constituido por familias carenciadas, fue relocalizado en Villa Canto y en la zona oeste de San Nicolás mediante la adjudicación de nuevas y cómodas viviendas con todos los servicios básicos que carecían en el antiguo lugar.

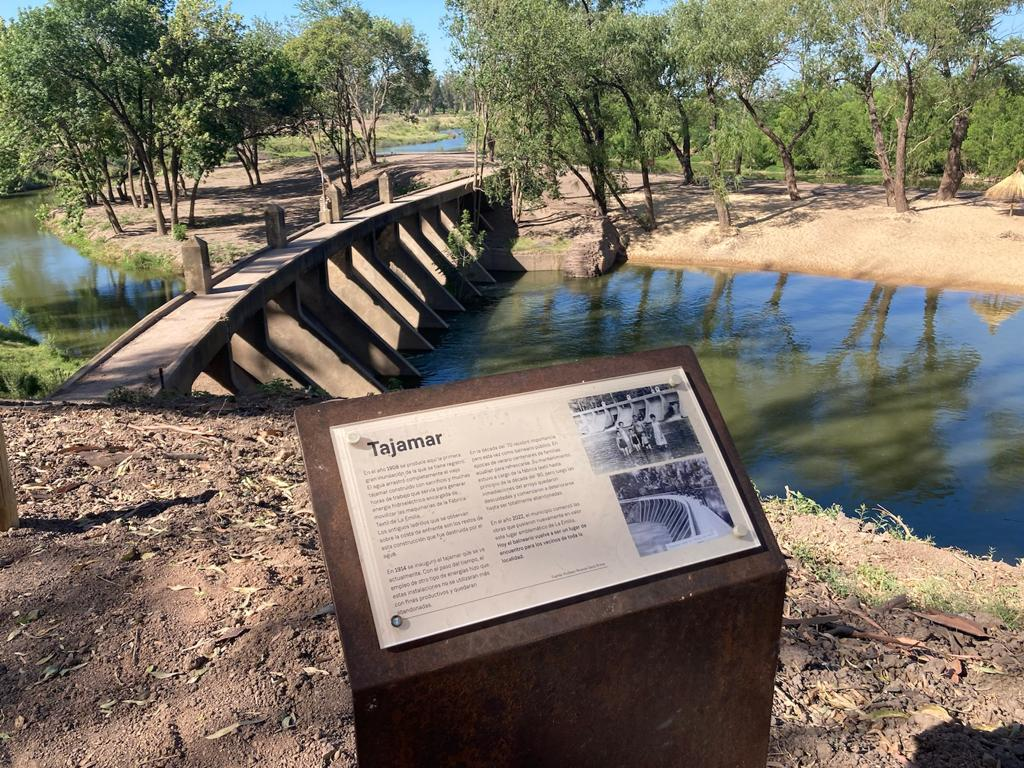
Nuevo balneario municipal en el Tajamar de La Emilia

A fines del 2022, la localidad de La Emilia sumó un nuevo atractivo turístico y promocional como fue la construcción de un Balneario en la denominada zona del "Tajamar" donde funciono uno similar administrado por la fábrica textil "La Emilia" hasta medidas de los 80'. De esta forma, durante los meses de verano, la zona adquiere bastante movimiento por la visita constante de familias en busca del Arroyo del Medio donde se encuentra este nuevo balneario municipal. 

### El Club La Emilia
El Club Social y Deportivo La Emilia nació en el año 1981 luego de que la Obra Social La Emilia fuera  también víctima de la quiebra de la fábrica textil. Desde hace años, el Club La Emilia es el representante tanto en lo deportivo como en lo social de la zona, destacando las participaciones en básquet y fútbol a nivel local y nacional. (Entrar a página del club para más información sobre su rendimiento futbolístico).

## Inundación del 2017

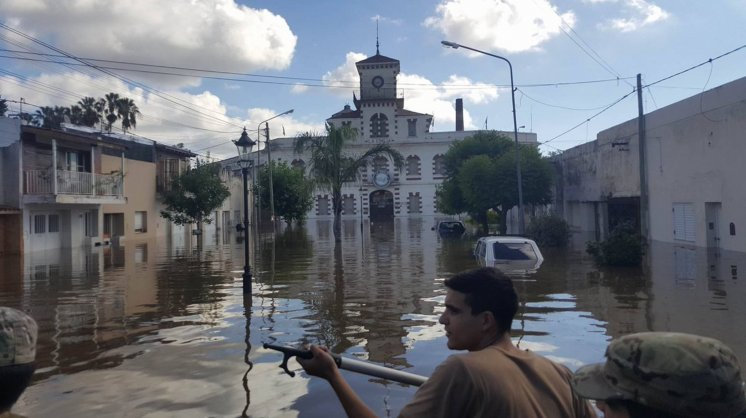
Ingreso a la antigua Fábrica Textil de La Emilia repleto de agua durante la inundación del 2017

El día 16 de enero de 2017 (8 años) la localidad bonaerense afrontó una inundación mayor a la de 1966, pero inferior a las de fin de siglo XIX (que obligó a la empresa británica concesionaria del FCGBM a subir el alteo de la traza ferroviaria sobre el Arroyo del Medio, unos 4 m más). Dejó 6.000 evacuados y un muerto. Por esa razón se realizó un alteo de la obra de hidráulica que la protege (córdon o terraplén) en toda su longitud. Esta obra se mantiene en la actualidad y es el resguardo principal para evitar futuras catástrofes. 

## Parroquias de la Iglesia católica en La Emilia
| Diócesis  | San Nicolás de los Arroyos          |
| --------- | ----------------------------------- |
| Parroquia | Nuestra Señora del Perpetuo Socorro |